# Старые Верхиссы
Старые Верхиссы (м. Исапря, Сиревеле) — село в Инсарском районе Мордовии в составе Нововерхисского сельского поселения.

## География
Расположено в верховье Иссы, в 14 км от районного центра и 25 км от железнодорожной станции Кадошкино. Название гидронимического характера: м. Исапря «верх Иссы».

## История
Возникло в середине 17 в. К середине 19 в. насчитывало 1800 чел. В «Списке населённых мест Пензенской губернии» (1869) Старые Верхиссы — село казённое из 163 дворов Инсарского уезда. В конце 19 в. были открыты образцовое инородческое училище и школа для девочек. По данным 1913 г., в Старых Верхиссах было 253 двора (2161 чел.); земская школа, кредитное товарищество, 2 хлебозапасных магазина, 2 пожарные машины, 6 ветряных мельниц и с нефтяным двигателем, 2 маслобойки и просодранки, кузница, пекарня, винная и пивная лавки.
В начале 1930-х гг. был создан колхоз «Молот», позднее стал называться «Красная Мордовия», с 1950-х гг. — им. XXI съезда КПСС, с 1996 г. — в составе СХПК «Нововерхисский». В современном селе — основная школа, библиотека, клуб, отделение связи, магазин; Успенская церковь (1887).
Уроженцы Старых Верхисс — Герой Советского Союза И. Г. Черяпкин, учёные Н. И. Черапкин.

## Население
| 1989 | 2002 | 2010 |
| ---- | ---- | ---- |
| 333  | ↘252 | ↘190 |

Национальный состав
Согласно результатам Всероссийской переписи населения 2002 года, в национальной структуре населения мордва-мокша составляли 90 %.

## Источник
- Энциклопедия Мордовия, Л. Н. Лапшова.